# Mafu Cage
Pour plus de détails, voir Fiche technique et Distribution.
Mafu Cage (titre original : The Mafu Cage) est un film américain d'horreur réalisé par Karen Arthur, sorti en 1978, et qui est une adaptation d'une pièce de théâtre française, Toi et les Nuages, d'Éric Westphal.

## Synopsis
Deux sœurs au comportement étrange vivent seules dans un hôtel particulier totalement délabré. Elles conservent, enfermé dans une cage, un singe qui leur vient de leur défunt père. Elles vivent passablement recluses dans leur hôtel, y construisant leur propre monde et évitant au possible le monde extérieur. Alors que l'une des deux sœurs semblent garder un esprit raisonnable, l'autre s'enfonce progressivement dans la folie et la barbarie…

## Fiche technique
- Titre : Mafu Cage
- Titre original : The Mafu Cage
- Réalisation : Karen Arthur
- Scénario : Don Chastain, d'après la pièce de Éric Westphal, Toi et les Nuages
- Production : Diana Young
- Musique : Roger Kellaway
- Photographie : John Bailey
- Montage : Carol Littleton
- Direction artistique : Conrad E. Angone
- Costumes : Nani Yee Grenell
- Pays d'origine : États-Unis
- Langue : anglais
- Genre : horreur
- Durée : 102 minutes
- Dates de sortie :
  - États-Unis : 1er décembre 1978 en avant-première à Los Angeles
  - États-Unis :septembre 1979
  - France : 1er juillet 1981

## Distribution
- Lee Grant : Ellen
- Carol Kane : Cissy
- Will Geer : Zom
- James Olson : David
- William Sherwood : Will (crédité en tant que Will Sherwood)
- et Budar dans le rôle du singe Mafu

## Distinctions
- Nomination au Saturn Award du meilleur film d'horreur 1980